# ゴーマン美智子
ゴーマン美智子（ゴーマンみちこ、英名：Miki Suwa Gorman 、旧名：諏訪美智子、1935年8月14日 - 2015年9月19日）は、日本出身でアメリカ在住の女子マラソン選手。ボストンマラソン、ニューヨークシティマラソンで2回ずつ優勝している。両マラソンを同一年に制したのは彼女の他に1人しかいない。また、日本出身の女子選手としてこの2つのレースに優勝したランナーは2024年現在彼女のみである。

## 経歴
1935年、中国の青島(チンタオ)で生まれた後、東京で育つ。小学校の途中から中学3年の途中までは、福島県南会津郡舘岩村（現・南会津町）で過ごしている。福島県立安積女子高等学校卒業後、福島県内の短期大学に進学したが、外科医である父親の死により短大を中退した。
1964年に28歳で貨物船に乗り渡米。米軍将校の住み込み家政婦からアメリカでの生活を始めた。その後事務職に転じ、3歳下の夫マイク・ゴーマンと結婚した。夫がスポーツのできる女性と自分を比較した発言をきっかけに、1969年からロサンゼルスのスポーツクラブで走りはじめ、1ヶ月に589マイル(約948km)を走ったこともあった。
その後、後に世界記録保持者となる、ジャクリーン・ハンセンの指導者であるマラソンコーチに師事する。その際、ハンセンに、「あなたがマラソン？　死にたいの？　私についてくるなんて無謀よ。You can't.」 と言われたという。
1970年にはロサンゼルスで行われた屋内100マイル（約161km）のレースに出場し、21時間04分00秒の記録を残した。
1973年12月3日のウェスタン・ヘミスフィアマラソン（現・カルバーシティ・マラソン）で世界最高記録となる2時間46分36秒のタイムで優勝、ジャクリーン・ハンセンに土をつける。
その4ヶ月後の1974年4月のボストンマラソンで2時間47分11秒で優勝、同マラソンでは1976年に2位、1977年には2度目の優勝を果たした。ボストンマラソン優勝のニュースは日本でも報じられ、日本の女性がマラソン参加に関心を向けるきっかけの一つとなった。
ニューヨークシティマラソンでも1976年（41歳時）、1977年（42歳時）と2度優勝している。2014年時点でアメリカ国籍を保持する女性がニューヨークシティマラソンを優勝したのは彼女が最後となっている。マラソンでの自己ベスト記録は1976年ニューヨークシティマラソン優勝時の2時間39分11秒。
その後怪我のため満足に過ごせないシーズンが続いた後、1982年に競技生活から引退することを決断した。
その後、「Road Runners Club of America」と「USATF」、「ニューヨーク・ロードランナーズ」のそれぞれに殿堂入りを果たした。  
現役当時からたびたび来日して日本の市民ランナーに指導を行い、日本のランニング愛好者の拡大に貢献した。女子マラソンが初めて正式種目となった1984年のロサンゼルスオリンピックでは、日本のNHK総合テレビでの女子マラソンの実況（映像はアメリカABCテレビの国際映像）で解説者を務めた。
少女時代を過ごした南会津町では彼女の功績を称え、1986年からゴーマン杯ふるさと健康マラソン大会（現在はゴーマン杯南会津町ふるさと健康マラソン大会）が開催されている。
2015年9月19日に肺がんのため死去した。80歳没。

## マラソン戦績
| 年   | 大会                             | 開催国         | 成績 | タイム  |
| ---- | -------------------------------- | -------------- | ---- | ------- |
| 1973 | ウェスタン・ヘミスフィアマラソン | アメリカ合衆国 | 優勝 | 2:46:36 |
| 1974 | ボストン・マラソン               | アメリカ合衆国 | 優勝 | 2:47:11 |
| 1976 | ボストン・マラソン               | アメリカ合衆国 | 2位  | 2:52:27 |
| 1976 | ニューヨークシティマラソン       | アメリカ合衆国 | 優勝 | 2:39:11 |
| 1977 | ボストン・マラソン               | アメリカ合衆国 | 優勝 | 2:48:33 |
| 1977 | ニューヨークシティマラソン       | アメリカ合衆国 | 優勝 | 2:43:10 |
| 1979 | 東京国際女子マラソン             | 日本           | 16位 | 2:54:09 |

## 著書
- 『走れ!ミキ』（文藝春秋、1980/5）
- 『走れ!ミキ　リトル・チャンピオン (文春文庫 338‐1)』（文藝春秋、1984/4、ISBN  978-4167338015）

## 映画
- 『リトルチャンピオン』
  - 松竹・三協制作、富士映画配給により[13]、1981年6月公開[13]。1981年6月上旬に丸の内ピカデリーと新宿ピカデリーで先行ロードショーの後、『幸福の黄色いハンカチ』（リバイバル）と併映で全国公開された[13]。ゴーマン美智子の半生を綴った自伝『走れ!ミキ』を映画化したもの[13]。ミキ(ゴーマン美智子)役を島田陽子が務めた[13]。